# フリードリヒ7世マグヌス (バーデン＝ドゥルラハ辺境伯)
フリードリヒ7世マグヌス（ドイツ語：Friedrich VII. Magnus, 1647年9月23日 - 1709年6月25日）は、バーデン＝ドゥルラハ辺境伯（在位：1677年 - 1709年）。

## 生涯
フリードリヒ7世はバーデン＝ドゥルラハ辺境伯フリードリヒ6世とクリスティーネ・マグダレーナ・フォン・プファルツ＝ツヴァイブリュッケン＝クレーブルクの息子である。
諸侯の子息の慣行に倣い、教育の一環としてフランス（1664年 - 1666年および1667年 - 1668年）、イタリア（1668年）およびオランダ、イギリス（1669年）を旅行した。語学力（ラテン語、イタリア語、フランス語）に加えて、数学と建築の知識もあったとされるが、「戦争を完全に嫌っていた」という。
フリードリヒは1674年から1675年にかけてバーゼルでフランス軍の保護を求めた後、1676年に一時的に父から統治を引き継ぎ、1677年に父が死去した後にバーデン・ドゥルラッハ辺境伯となった。
フリードリヒの治世において、フランス王ルイ14世との間でいわゆる再統合戦争が勃発した。すでに仏蘭戦争、そしてその後の大同盟戦争において、ライン川上流域はフランス元帥による絶え間ない侵攻に悩まされていた。領内は荒廃し、三十年戦争後に再びゆっくりと増加していた人口は再び4分の1に減少した。辺境伯領の統治機能は1689年から1697年までバーゼルに移された。辺境伯自身もスペイン継承戦争中の1703年から1705年と1707年にバーゼルに避難した。

### 仏蘭戦争（1678年）
1678年、帝国軍はバーデン・オーバーラント、レッテルン、ホッホブルクのドゥルラハ家の城を占領した。フランス軍はバーデン・オーバーラントにある辺境伯のレッテルン城および他の5つの城と宮殿を破壊した。また、フランス軍はオーバーアムト・レッテルン全体にかなりの破壊行為を行った。 エメンディンゲンの帝国軍とデンツリンゲンのフランス軍の駐屯地もかなりの被害をもたらした。ナイメーヘンの和約において、バーデン＝ドゥルラハはこの損害に対する補償を受けず、フランスは和約の直後に新たにヒュニンゲン要塞を建設した。この要塞は、バーデン・オーバーラントにとって大きな脅威となった。

### ホーエンゲロルトセックの奪取と喪失
帝国伯クラフト・アドルフ・オットー・フォン・クロンベルクが1692年に死去した後、フリードリヒは祖父フリードリヒ5世から受け継いだホーエンゲロルトセックに対する権利を再び主張し始めた。三十年戦争中は、この領地は相続人なく死去したクラフト・アドルフの父、アダム・フィリップ11世・フォン・クロンベルクのものであった。フリードリヒは皇帝に自らの権利を主張し、クロンベルクの死から6か月後に領土を掌握し、皇帝の承認を求めた。これは、1695年にカール・カスパー・フランツ・フォン・デア・ライエンがオーストリア宮中顧問官の地位を利用して支配権に対し主張するまで議論されることはなかった。フリードリヒは帝国議会に異議を申し立て、1697年2月1日、帝国議会はこれ以上の措置を講じないよう宮中顧問官に要請した。それにもかかわらず、2月8日には辺境伯はゲロルトセック領からの撤退を求められた。辺境伯が拒否すると、オーストリア人のオルテナウのフォークトであったカール2世・フォン・ネヴーは、1697年4月16日に300名規模の軍隊を派遣し、バーデンの紋章を撤去し、ダウテンシュタイン城を武力で占拠し、バーデンの役人を追い出した。市民はフォン・デア・ライエン伯に敬意を払うことが求められた。帝国議会やシュヴァーベン・クライスに対する辺境伯の抗議はすべて、作り上げられた事実を何ら変えるものではなかった。

### ユグノーの移住（1699年）
フリードリヒは国の復興に努め、1699年にヴェルシュ＝ノイロイトおよびフリードリヒの名にちなんで名付けられたフリードリヒシュタールの町に約500人のユグノー人を移住させた。フリードリヒシュタールの移住者は当初ビリヒハイムに最初に避難したが、主に北フランスのアルマンティエール西部からやって来た。ヴェルシュ＝ノイロイトの移住者の大部分はフランスのドーフィネおよびラングドックからやって来た。フランス人移住者はタバコの種も持ち込み、ライン川上流でのタバコ栽培の基礎を築いた。

## 結婚と子女

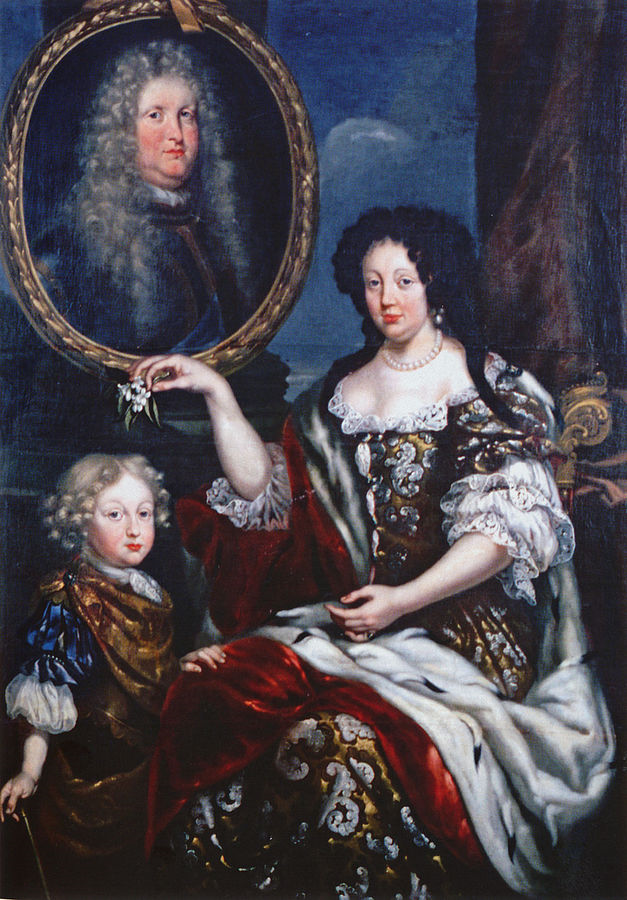
妃アウグスタ・マリーと7歳の息子カール・ヴィルヘルム

1670年5月15日にフースムにおいて、シュレースヴィヒ＝ホルシュタイン＝ゴットルプ公フレゼリク3世とマリー・エリーザベト・フォン・ザクセンの娘アウグスタ・マリーと結婚した。2人の間には以下の子女が生まれた。
- フリードリヒ・マグヌス（1672年1月13日 - 1672年2月24日）
- フリーデリケ・アウグステ（1673年6月21日 - 1674年7月27日）
- クリスティーネ・ゾフィー（1674年12月17日 - 1676年1月22日）
- クラウディア・マグダレーネ・エリーザベト（1675年11月15日 - 1676年4月18日）
- カタリーナ（1677年10月10日 - 1746年8月11日） - 1701年6月19日にライニンゲン＝ハルデンブルク伯ヨハン・フリードリヒ（1661年3月18日 - 1722年2月9日）と結婚
- カール3世ヴィルヘルム（1679年 - 1738年） - バーデン＝ドゥルラハ辺境伯
- ヨハンナ・エリーザベト（1680年10月3日 - 1757年7月2日） - 1697年5月16日にヴュルテンベルク公エーバーハルト・ルートヴィヒと結婚
- アルベルティーナ・フリーデリケ（1682年7月3日 - 1755年12月22日） - 1704年9月3日にリューベック司教クリスティアン・アウグスト・フォン・シュレースヴィヒ＝ホルシュタイン＝ゴットルプと結婚
- クリストフ（1684年10月9日 - 1723年5月2日）
- シャルロッテ・ゾフィー（1686年3月1日 - 1689年10月5日）
- マリー・アンナ（1688年7月9日 - 1689年3月8日）